# Bridgend Ravens Rugby Football Club
I Bridgend Ravens sono una squadra semi-professionistica di rugby a 15 di base a Bridgend, nel sud del Galles. La squadra originale di Bridgend, il Bridgend RFC, fu unita al Pontypridd RFC nella stagione 2003-04 a dare una delle cinque regioni gallesi partecipanti all'allora appena ristrutturata Celtic League.
Il club che nacque dall'unione, il Celtic Warriors, disputò una stagione relativamente buona, arrivando quarto nella lega. Il poco pubblico della squadra e un debito di 300.000 sterline portò comunque all'acquisto e allo scioglimento del club da parte della WRU. Il Bridgend RFC continuò così come una squadra semi-professionistica partecipando alla Welsh Premiership, vinta per la prima volta nel 2002-03.
Il nome Bridgend RFC è posseduto da Leighton Samuel, ex proprietario proprio del Bridgend RFC e dei Celtic Warriors. Volendosi concentrare solo su questi ultimi, Samuel ritirò, nel 2003, la propria partecipazione nei Bridgend. Furono così tifosi e uomini d'affari della zona a far resuscitare il team, chiamandolo Bridgend Ravens. Il nome deriva dal soprannome del Bridgend RFC, conosciuto appunto come Ravens (corvi). Attualmente la squadra milita nella Welsh Principality Premiership e disputa le partite casalinghe al Brewery Field, stadio che deve affittare dai Celtic Crusaders, club di rugby a 13 posseduto da Leighton Samuel.

## Stagioni recenti

### Bridgend Ravens
- 2006/2007 - 11° (su 14) Principality Welsh Premiership; semifinalista di Konica Minolta Cup (eliminato dal Cardiff RFC 23-16)
- 2005/2006 - 2° (su 14) Principality Welsh Premiership; quarto turno di Konica Minolta Cup (eliminato dal Neath RFC 11-3)
- 2004/2005 - 3° (su 17) WRU National League; semifinalista of Konica Minolta Cup (eliminato dal Llanelli RFC 20-10)
- 2003/2004 - 7° (su 16) WRU National League; semifinalista of Konica Minolta Cup (eliminato dal Neath RFC 29 - 14)

### Bridgend RFC
- 2002/2003 - 1° (su 9) nella WRU National League; 7° (su 8) nel gruppo B di Celtic League; semifinalista della Principality Cup (eliminato dal Newport 27-23)
- 2001/2002 - 9° (su 11) nella Welsh/Scottish League; 6° (su 8) nel gruppo A della Celtic League; quarto di finale della Principality Cup (eliminato dal Llanelli 46-24)
- 2000/2001 - 5° (su 11) nella Welsh/Scottish League; quarto di finale della Principality Cup (eliminato dal Neath 23-21)
- 1999/2000 - 9° (su 11) nella Welsh/Scottish League
- 1998/1999 - 6° (su 8) nella WRU National League
- 1997/1998 - 7° (su 8) nella WRU National League
- 1996/1997 - 8° (su 12) nella WRU National League
- 1995/1996 - 5° (su 12) nella Heineken League
- 1994/1995 - 5° (su 12) nella Heineken League
- 1993/1994 - 6° (su 12) nella Heineken League
- 1992/1993 - 6° (su 12) nella Heineken League
- 1991/1992 - 4° (su 10) nella Heineken League

## Giocatori noti
- Steve Fenwick
- Chris Horsman
- Dafydd James
- Gareth Thomas
- JPR Williams
- J.J. Williams